# Nu (Zeitschrift)
Nu ist ein österreichisches jüdisches Kulturmagazin, das 2000 von Martin Engelberg, Peter Menasse und Erwin Javor gegründet wurde. Seit 2000 wird es vom Verein Arbeitsgemeinschaft jüdisches Forum in Wien herausgegeben. Die erste Ausgabe stammt vom Mai 2000; ihr geht eine Nullnummer vom April voraus. Das Magazin erscheint viermal jährlich in unregelmäßigen Abständen und ist in der Printversion als Abonnement und bei ausgewählten Vertriebspartnern erhältlich.
NU erscheint viermal im Jahr zu den jüdischen Feiertagen sowie im Sommer. Herausgeberin ist Danielle Engelberg-Spera, Geschäftsführerin von KMJ – Kultur.Medien.Judentum. Chefredakteurin des Magazins ist die Kulturjournalistin Andrea Schurian.

## Inhalt
Die Herausgeber haben es sich zur Aufgabe gemacht, ein Medium zu veröffentlichen, das die jüdischen Gemeindemitglieder über „die tatsächlichen Vorgänge in der IKG [Israelitische Kultusgemeinde] informiert“. Dadurch soll das Magazin ein „Diskussionsforum [sein], das verschiedensten Meinungen zum Thema Judentum Platz bietet“ und in dem „auch kritische Stimmen, die derzeit kein Gehör finden[,] […] oder Andersdenkende […] zu Wort kommen können“. Mitgründer Erwin Javor sagt, dass er Stimmen zu Wort kommen lassen will, die den Kurs der IKG kritisierten.

## Name
Der Name der Zeitschrift wird in der Nullnummer vom April 2000 folgendermaßen erklärt:

„Nu.

Nu?!

Nu nu!!

Was hat es mit dem „Nu“ auf sich?

Es reimt sich erstens auf: Tu und kommt wahrscheinlich von: Nun.

Nu gehört zweitens zum reinsten und typischsten Jiddisch vergleichbar vielleicht noch mit Oj!

Es kann drittens vieles sein: Beschwerde, Kommentar, eine spöttische, verschmitzte oder hämische Bemerkung, ein Ächzen, Stöhnen oder Wehklagen.

Und viertens ist es eine Aufforderung.

Obwohl es nur aus zwei Buchstaben besteht, kann „Nu“ so viel ausdrücken:

Nu? – was gibt es Neues?

Nu? – was meinst Du?

Nu. – so weit so gut...

Nu?! – kannst Du Dir das vorstellen?!

Nu!! – Mach was!!“

## Autoren
Autoren sind neben der Chefredakteurin Andrea Schurian, die Herausgeberin des Nu Danielle Spera, der Journalist Rainer Nowak, Gabriele Flossmann, Nathan Spasic, Theresa Absolon, Fabian Gaida, Mark Napadenski, Simon Mraz, Thomas Trenkler, Gerhard Jelinek, Fritz Rubin-Bittmann, Karin Kraml, Hedwig Schneid, Paul Chaim Eisenberg, Natasha Macheiner, Ronni Sinai, Lisa Fenz-Stadtherr, Michael Reinprecht, Almuth Spiegler. In ihrer Funktion als Obmann des Vereins Arbeitsgemeinschaft jüdisches Forum ist Danielle Spera Herausgeberin der Zeitschrift sowie deren Chefredakteurin.